# 요노모리역
요노모리역(일본어: 夜ノ森駅, よのもりえき)은 일본 후쿠시마현 후타바군 도미오카정에 있는 동일본 여객철도(JR동일본)의 철도역이다.
2020년 3월 14일에 도미오카 역 ~ 나미에 역 간 조반선 복구가 완료되어 다시 뚫리면서 역이 다시 살아나게 되었다.

## 역 구조
1면 2선 구조의 지상역이다.

### 승강장
| 1 | ■ 조반선(상행) | 이와키·미토 방면       |
| 2 | ■ 조반선(하행) | 하라노마치·센다이 방면 |

## 역세권 정보
이 역 주변은 후쿠시마 제1 원자력 발전소 사고 영향을 받아 경계구역(警戒区域, 출입 금지 구역)이 되었으나 2013년 3월 25일부터는 귀환 곤란 구역(歸還困難区域, 출입 금지 구역)이 지정되어, 계속 들어가는 것이 금지되고 있었으나 이후 2020년 3월 10일에 대피령이 해제되어 역과 도로의 접근이 가능해졌다. 2023년에 전면해제를 예정되어있다.
- 요노모리 공원
- 국도 제6호선

## 역사
- 1921년 3월 15일: 영업 개시.
- 1987년 4월 1일: 민영화에 따라 동일본 여객철도의 소속이 되었다.
- 2011년 3월 11일: 동일본 대지진으로 영업 중단.
- 2020년 3월: 도미오카역 - 나미에역 구간 복구후 재 개통 하였다.

## 인접역
| 동일본 여객철도 조반선 | 동일본 여객철도 조반선 | 동일본 여객철도 조반선 |
| ---------------------- | ---------------------- | ---------------------- |
| 도미오카 이와키 방면   | ■ 보통                 | 오노 센다이 방면       |